# Высший совет Вооружённых сил
Высший совет Вооружённых сил (араб. المجلس الأعلى للقوات المسلحة‎) — временный высший орган государственной власти в Арабской Республике Египет (АРЕ) с 11 февраля 2011 года по 30 июня 2012.

## Наименование
В египетских правительственных источниках употребляется наименование Высший совет Вооружённых сил (араб. المجلس الأعلى للقوات المسلحة‎ — аль-Маглис аль-'Аля лиль-Кувват аль-Мусаллаха, англ. the Supreme Council of the Armed Forces, англ. Armed Forces Supreme Council). В русскоязычных источниках встречаются также следующие варианты названия: Высший совет Вооружённых сил Египта, Верховный совет Вооружённых сил, Верховный совет Вооружённых сил Египта, Высший военный совет, Высший военный совет Египта. В нескольких публикациях от 15 февраля 2011 года был назван Высшим советом военного командования Вооружённых сил Египта. В англоязычных средствах массовой информации Совет называют the Supreme Council of the Armed Forces, the Supreme Council of the Egyptian Armed Forces, Armed Forces Supreme Council, Egyptian Armed Forces Supreme Council, EAF Supreme Council, Egypt’s Supreme Council of the Armed Forces, а также Egypt’s military supreme council.

## Функции и состав Совета до Египетской революции 2011 года
До того, как взять в свои руки временное управление страной, данный орган находился в подчинении Президента Египта. Совет изначально являлся чисто военным и был создан 1952 году в целях координации деятельности родов войск Вооружённых сил (ВС) АРЕ во время чрезвычайных ситуаций. До Египетской революции 2011 года состоял из высших военных офицеров египетской армии, в том числе министра обороны АРЕ, его заместителя, начальника генерального штаба ВС АРЕ, главнокомандующих отдельными родами войск, командующих военными округами страны и их заместителей. Совет в своём первоначальном виде не собирался регулярно. Фактически его заседания проводились лишь 3 раза во время ряда чрезвычайных событий — двух последних войн с Израилем (Шестидневной войны 1967 года и Войны Судного дня 1973 года), а также 9 февраля 2011 года — во время Египетской революции 2011 года.

## Состав Совета после 11 февраля 2011 года
Первоначально военные власти сохранили последний состав действовавшего при Мубараке правительства во главе с Ахмедом Шафиком, ставшим временно исполняющим обязанности премьер-министра вплоть до следующих выборов. Однако 3 марта 2011 года правительство Египта подало в отставку, перед тем как оставить пост главы кабинета, Ахмед Шафик своим приказом поручил сформировать новое правительство Эссаму Шарафу (лишь 21 июля 2011 года оно, значительно обновлённое, было приведено к присяге). Кроме того, глава временного правительства, а также бывший вице-президент страны были включены в состав Совета.

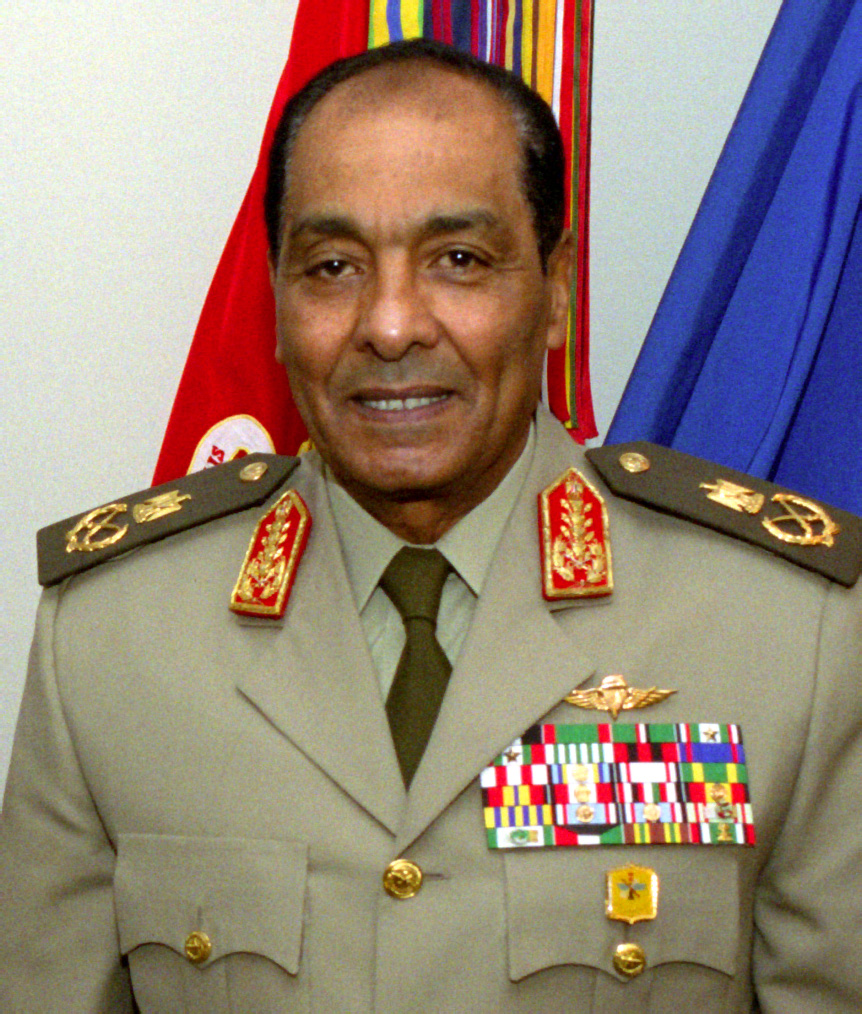
Мохамед Хуссейн Тантави

Состав Высшего совета Вооружённых сил (с учётом О. Сулеймана):
1. генерал-фельдмаршал Мохамед Хуссейн Тантави — председатель Совета, министр обороны и военной промышленности АРЕ, фактически временный глава Египта и верховный главнокомандующий; отправлен в отставку с поста министра обороны и председателя Совета летом 2012, назначен советником президента[15];
2. генерал-полковник Абдул Фатах Халил ас-Сиси — председатель Совета с 12 августа 2012 по 27 марта 2014 года, министр обороны и военной промышленности АРЕ, верховный главнокомандующий Египта, с 1 июня 2014 -президент Египта;
3. генерал-лейтенант Сами Хафез Анан — вице-председатель Совета (с 21 июня 2012 вр. и. о.), начальник генерального штаба Вооружённых сил АРЕ; отправлен в отставку с поста вице-председателя Совета и начальника генштаба летом 2012 года;
4. генерал-лейтенант Седки Собхи — вице-председатель ВСВС АРЕ (с 12 августа 2012), начальник генерального штаба Вооружённых сил АРЕ;
5. генерал-лейтенант Омар Сулейман — бывший вице-президент АРЕ и бывший руководитель Службы общей разведки АРЕ. Умер 19 июля 2012;
6. маршал авиации Камаль аль-Ганзури — председатель переходного правительства АРЕ (до лета 2012); в августе 2012 года назначен советником президента Мухаммеда Мурси[16][17];
7. генерал Мохсен Эль-Фанагри — заместитель министра обороны и военной промышленности АРЕ (до 21 июля 2011 года — вр. и. о. заместителя министра);
8. маршал авиации Реда Махмуд Хафез Мохамед — главнокомандующий ВВС АРЕ;
9. вице-адмирал Мохаб Мамиш — главнокомандующий ВМС АРЕ;
10. генерал-лейтенант Абд Эль Азиз Сеиф-Элдин — командующий силами ПВО АРЕ;
11. генерал Мохаммед Абдель Наби — командующий Пограничных войск АРЕ;
12. генерал Мохаммед Хегази — командующий Третьей полевой армией АРЕ;
13. генерал Исмаил Осман — директор отдела генерального штаба по моральной обороне Родины (департамента генерального штаба по нравственности);
14. генерал Хассан Эль-Рвини — командующий Центральным военным округом АРЕ;
15. командующий Северным военным округом АРЕ;
16. командующий Южным военным округом АРЕ;
17. командующий Западным военным округом АРЕ;
18. заместитель командующего Центральным военным округом АРЕ;
19. заместитель командующего Северным военным округом АРЕ;
20. заместитель командующего Южным военным округом АРЕ;
21. заместитель командующего Западным военным округом АРЕ.

Кроме того, в марте и июле 2011 года сообщалось о представителе ВСВС — генерал-майоре Махмуде Шахине, который, по некоторым данным, также является членом Совета и, видимо, выступает в роли пресс-секретаря этого органа.

## Деятельность Совета в качестве временного высшего органа государственной власти Египта

### Начало деятельности Совета в качестве высшего органа государственной власти
11 февраля 2011 года под давлением митингующей оппозиции президент Египта Хосни Мубарак подал в отставку. Вопреки Конституции АРЕ он, ссылаясь на чрезвычайные обстоятельства, сложившиеся в стране, передал всю полноту государственной власти не спикеру Парламента Египта, и не вице-президенту Омару Сулейману, должность которого была воссоздана за несколько дней до этого, а Высшему военному совету во главе с министром обороны. В результате временным главой египетского государства (а фактически и правительства) стал председатель Совета.
Взявший власть в свои руки Совет сделал ряд заявлений, в том числе, о намерении приостановить законы о чрезвычайном положении, действовавшие последние 30 лет, провести свободные и справедливые президентские выборы, осуществить безопасный переход к демократическому правлению в стране. 13 февраля новое военное руководство Египта объявило, что останется у власти в течение 6 месяцев, или до срока проведения новых президентских и парламентских выборов (так называемый «переходный период»). Совет пообещал восстановить безопасность и порядок в стране, а также инициировать экономические процессы. Позже в тот же день военные власти приостановили действие конституции и распустили обе палаты парламента, представители Совета заявили о создании специального юридического комитета — Конституционной комиссии для разработки нового Основного закона страны.

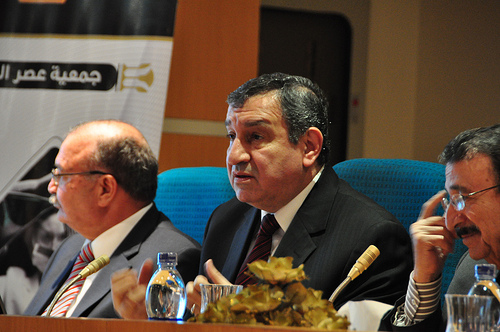
Премьер-министр Египта Эссам Шараф

19 февраля Совет пообещал отменить закон о чрезвычайном положении в стране в ближайшие 6 месяцев. В отношении ряда высших чиновников времён правления Мубарака были начаты расследования, в частности, по подозрению в растрате государственных средств. В конце февраля Генеральная прокуратура Египта запретила Мубараку выезд из страны и заморозила средства на его счетах, экс-президенту стали грозить обвинения в коррупционных преступлениях. 7 марта глава Высшего совета Тантави привёл к присяге новое переходное правительство страны, которое возглавил (с 3 марта) Эссам Шараф (оно приступило к работе на следующий день, но к присяге было приведено лишь 21 июля, при этом 12 прежних министров были отправлены в отставку).

### Конституционная реформа и подготовка к выборам
26 февраля новые власти Египта поддержали предложенные Конституционной комиссией поправки к египетской конституции, предусматривающие сокращение срока полномочий президента страны с шести до четырёх лет, а также запрет занимать президентский пост более двух сроков, соответствующие поправки было решено вынести на общенациональный референдум, который планировалось провести накануне выборов в парламент и президентских выборов (они должны состояться через шесть месяцев). 2 марта временные власти Египта встретились с лидерами общественности, чтобы обсудить варианты перехода к гражданскому правлению, на встрече также присутствовал один из лидеров оппозиционных сил — бывший глава МАГАТЭ, лауреат Нобелевской премии мира Мохаммед аль-Барадеи, выступающий за проведение реформ, встречу вёл руководитель Высшего совета Вооружённых сил страны Мохаммед Хуссейн Тантави.
19 марта Высший совет Вооружённых сил провёл в Египте референдум по конституционной реформе, цель которого — создать политический климат для проведения парламентских и президентских выборов в сентябре 2011 года. В числе 9-ти поправок в конституцию, которые были предложены голосующим: сокращение президентского срока с 6-ти до 4-х лет, запрет на занятие президентского поста одним и тем же человеком более двух сроков подряд, разрешение выдвигаться на пост президента кандидатам не моложе 40 лет, родители которых — граждане Египта, значительное упрощение действовавшей крайне запутанной многоступенчатой процедуры выдвижения в президенты, ограничение полномочий президента (в частности, лишение его возможности использовать чрезвычайные полномочия), передача порядка введения и продления режима чрезвычайного положения в Египте под общественный контроль (краткосрочный режим ЧП должен будет одобрять парламент, а долгосрочный — утверждаться на референдуме), конституционную норму, предусматривавшую состояние чрезвычайного положения было предложено отменить.

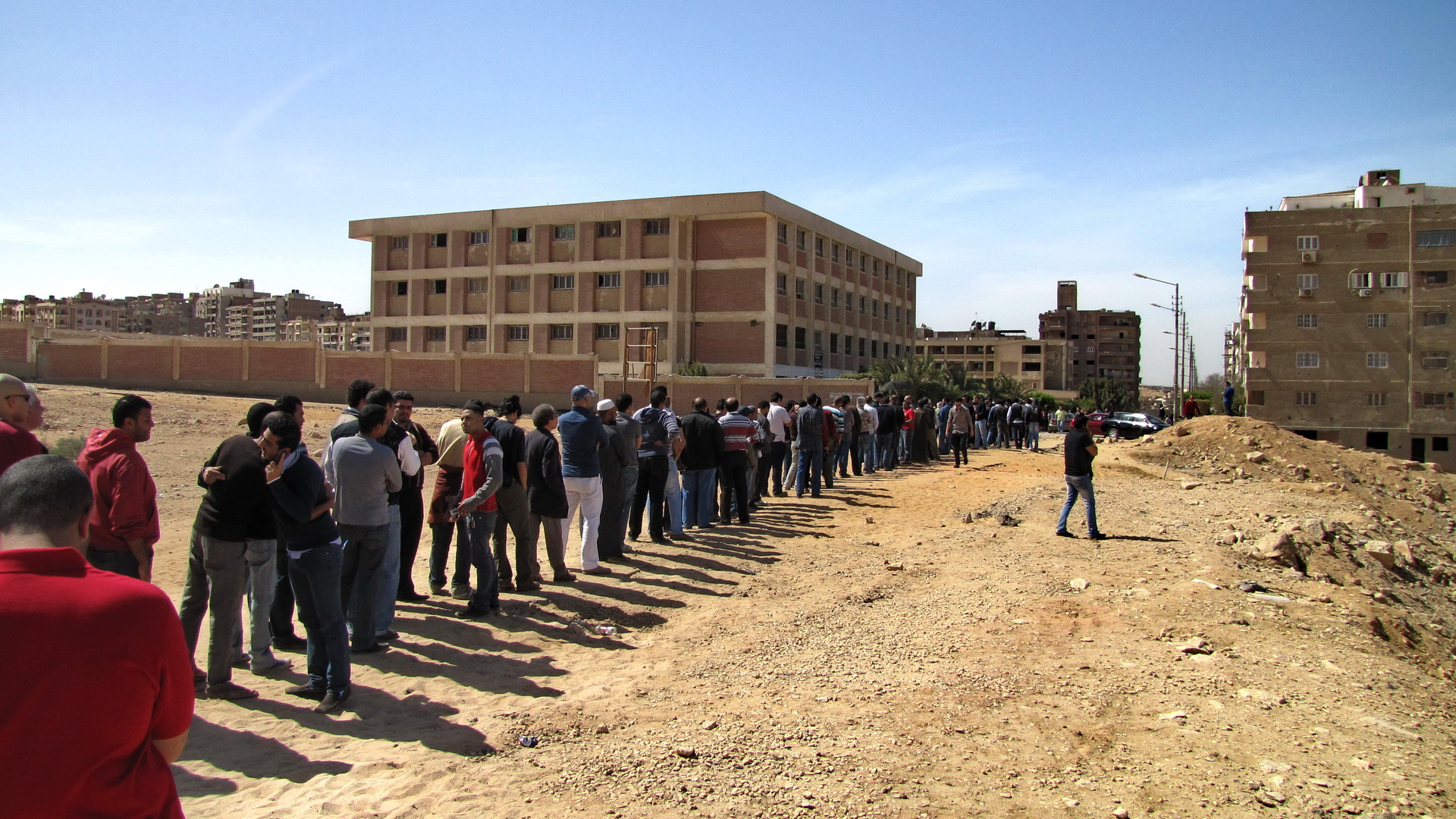
Очередь из египтян, желающих проголосовать на конституционном референдуме 19 марта 2011 года

Исламское движение «Братья-мусульмане» выразило поддержку предложенной временными военными властями конституционной реформы, в то время как сторонники египетского демократического движения посчитали, что предложенные поправки в основной закон недостаточны для реформирования политической системы Египта, так как стране необходима новая конституция. На референдуме за поправки проголосовали 77,2 % избирателей при явке в 41,9 %, хотя предварительно сообщалось о беспрецедентно высокой явке — не менее чем 70 %.
На основании результатов проведённого референдума, Высший совет Вооружённых сил 23 марта объявил, что в Египте вступила в силу временная обновлённая конституция, и теперь появилась возможность начать подготовку к проведению парламентских и президентских выборов, было объявлено также, что временная конституция будет в силе до избрания нового парламента, который разработает проект нового основного закона. Между тем, согласно более позднему сообщению, изменённый Основной закон был опубликован лишь 30 марта, он будет действовать до избрания легитимных органов власти и содержит поправки, принятые на референдуме. 28 марта военные власти Египта сообщили, что режим чрезвычайного положения в стране в преддверии парламентских выборов, намеченных на сентябрь, будет снят, а президентские выборы состоятся в октябре или ноябре.
16 апреля Высший административный суд Египта вынес решение о роспуске бывшей правящей в стране Национально-демократической партии, всё имущество которой, включая денежные средства, здание штаб-квартиры и другую принадлежащую ей недвижимость, должно быть передано государству. 6 июня египетский комитет по делам партий одобрил создание 30 апреля Партии свободы и справедливости — политического крыла движения «Братья мусульмане», новая партия заявила о намерении принять участие в предстоящих парламентских выборах, по словам её генерального секретаря Мухаммеда Саада аль-Кататни, число членов партии уже составило 9 тысяч, также он особо подчеркнул, что заместителем главы этой политической организации назначен копт Рафик Хабиб. Эта партия стала второй созданной в Египте после окончания антиправительственной борьбы в январе-феврале 2011 года.
Между тем, экс-глава МАГАТЭ, обладатель Нобелевской премии мира и один из главных претендентов на президентские кресло Египта М. эль-Барадеи 13 июня заявил, о своих сомнениях в том, что он будет бороться за пост президента АРЕ, он отметил, что в стране недостаточно обсуждений о будущем египетского государства, и он не удовлетворён тем, как военное правительство управляет переходным периодом в Египте, поскольку решения о будущем страны принимаются «наобум». Однако 26 июня Тантави в ходе беседы с американскими сенаторами Джоном Маккейном и Джоном Керри подтвердил, что высшее военное руководство Египта готово передать власть выборной гражданской администрации как можно скорее. Кроме того, 4 июля глава временного правительства АРЕ Э. Шараф во время своего визита в ОАЭ также подтвердил, что парламентские выборы в Египте пройдут в конце сентября 2011 г., как и было запланировано в соответствии с нормами обновлённой конституции, а затем последуют президентские; разговоры о необходимости отсрочить выборы возникали в Египте лишь из-за опасения, что к власти могут прийти радикальные исламистские партии, например, «Братья-мусульмане», или же вернутся представители Национально-демократической партии, которую возглавлял бывший президент Х. Мубарак.
8 июля генеральный секретарь ООН Пан Ги Мун призвал Египет провести справедливые и прозрачные выборы, также он призвал руководство страны ускорить судебные разбирательства в отношении тех, кто несёт ответственность за убийства мирных граждан. 20 июля военные власти Египта обнародовали новый закон о выборах, не допускающий иностранных наблюдателей на выборы президента страны, как пояснил генерал-майор Махмуд Шахин, представитель Высшего совета вооружённых сил Египта, иностранных наблюдателей не будет из-за того, что новые власти стремятся «сохранить суверенитет государства», он добавил, что наблюдатели из Египта на выборы допущены будут, а точная дата голосования будет сообщена к концу июля 2011 года, также М. Шахин отметил, что общий надзор за выборами будут осуществлять судебные органы, а не МВД, как это было ранее.
11 августа официальный представитель кабинета министров Египта Мухаммед Хигязи заявил, что власти намерены отменить режим введённого ещё в 1981 году чрезвычайного положения до выборов в парламент, которые должны состояться в ноябре 2011 году, он уточнил, что это решение принято с целью обеспечить «честные и свободные выборы». Между тем, 13 августа после того, как высокопоставленный чиновник египетского правительства заявил, что вскоре Военный совет изложит некоторые основные принципы того, кто имеет право принять участие в разработке проекта новой конституции, египетская исламистская организация «Братья мусульмане» выступила с заявлением, в котором предупредила Совет не вмешиваться в процесс создания новой государственной конституции, подобное заявление стало первым официальным политическим вызовом исламистов после отстранения от власти Мубарака; временную конституцию Египта планируется заменить на новую путём принятия после президентских и парламентских выборов, по некоторым данным, для этих целей в стране вновь состоится конституционный референдум в марте 2012 года, то есть почти через год после аналогичного голосования, состоявшегося в 2011 году.

### Деятельность Совета по восстановлению общественного порядка в стране
15 марта власти Египта распустили, а затем упразднили государственную службу по безопасности и расследованиям, которую долго обвиняли в многолетнем нарушении прав человека, было запланировано, что место упразднённой службы займёт Национальное подразделение безопасности, которое займется защитой внутренних дел страны и борьбой с терроризмом.
Между тем, к началу апреля 2011 года напряжение между оппозицией, требовавшей немедленного проведения реформ, и временными военными властями Египта стало нарастать, вылившись в новые акции протеста. Теперь участники выступлений стали требовать от властей проведения суда над экс-президентом Мубараком и его ставленниками (действующими и бывшими членами правительства, а также губернаторами мухафаз) по обвинению в коррупции, а среди части митингующих стали популярны призывы к уходу в отставку и самого главы Совета, который вместе со своим окружением защищает, по их мнению, экс-президента и его сторонников.
В связи с этим ВСВС пошёл на ряд уступок митингующим, выполнив некоторые из их требований. Но, в то же время, 9 апреля военные власти заявили, что будут продолжать применять силу для освобождения площади Тахрир, «чтобы обеспечить возврат к нормальной жизни» в Египте, в тот же день площадь была обнесена колючей проволокой и закрыта для проезда, а 42 человека (в том числе 3 иностранца) были арестованы по подозрению в организации незаконных акций протеста.
Ещё 28 марта в Египте был сокращён срок действия комендантского часа до 3-х часов, начиная с 28 марта 2011 г. (в момент своего введения 28 января 2011 г. он действовал 6 часов), теперь комендантский час стал действовать с 2 до 5 часов утра по местному времени (с 4 до 7 утра мск). С 15 июня комендантский час по решению египетских властей был отменён.
21 апреля египетский суд принял решение переименовать все названные в честь Хосни Мубарака и его супруги Сюзанны государственные объекты в стране: улицы, площади, парки, библиотеки. 8 мая Высший совет Вооружённых сил сделал заявление о том, что перед военным судом предстанут 190 арестованных в ходе межрелигиозных столкновений, произошедших в западной части Каира и его пригороде накануне (в ходе столкновений ультраконсервативных мусульман с коптами погибло 10 человек).
27 мая на каирской площади Тахрир с транспарантами «Египетская революция ещё не окончена» вновь собрались несколько тысяч человек, которые потребовали скорейшего суда над представителями свергнутого режима, ликвидации местных советов и отстранения от власти всех, кто был связан с бывшим режимом, а также призвали Высший совет Вооружённых сил ускорить проведение демократических реформ и обеспечить безопасности в стране, ситуация с которой после смены режима значительно ухудшилась.
В тот же день вооружённые представители бедуинских племён перекрыли главную автодорогу, ведущую на популярный курорт Шарм-эш-Шейх, они устроили на шоссе баррикады из горящих автомобильных покрышек и других препятствий, потребовав у властей страны освобождения из тюрем своих родственников, осуждённых во время правления Хосни Мубарака; акция протеста бедуинов привела к многокилометровой пробке, на шоссе скопились сотни автомобилей, инцидент стал угрозой туристической отрасли Египта, поэтому представители армии начали переговоры с кочевниками.
В ночь с 24 на 25 июня группа активистов организовала в Каире шествие в поддержку Хосни Мубарака, но на их пути встали противники экс-президента, люди забрасывали друг друга камнями, было повреждено несколько машин, пострадали десятки человек, беспорядки удалось прекратить лишь после вмешательства в ситуацию сотрудников сил безопасности.
Но наиболее серьёзные со времён февральских протестов столкновения демонстрантов с полицией произошли в ночь с 28 на 29 июня: акция протеста началась на площади Тахрир вечером 28 июня, в ней приняли участие около 3 тысяч человек, которые выразили недовольство отсрочкой начала судебных процессов над соратниками Хосни Мубарака и недостаточными, по их мнению, мерами, принимаемыми для наказания сотрудников сил безопасности, ответственных за смерть сотен людей во время февральской революции. Затем около здания министерства внутренних дел Египта, рядом с которым собрались семьи погибших тогда людей, начались беспорядки, митингующие стали кидать камни в здание министерства, после чего полицейские заблокировали вход в здание, в то же время, группа людей ворвалась в здание театра, где проходила церемония поминовения погибших во время революции, затем протестующие двинулись к зданию государственного телевидения, по ходу движения к ним присоединились новые люди, демонстранты скандировали: «Мы требуем смены режима».
Для разгона демонстрантов на центральной площади Каира и чтобы сдержать натиск протестующих, бросавших в полицейских камни и бутылки с зажигательной смесью, силам правопорядка пришлось использовать слезоточивый газ, к утру 29 июня, площадь Тахрир была покрыта камнями и осколками стекла. Всего в результате уличных столкновений манифестантов с силами полиции в столице Египта ранения получили свыше 1000 человек, включая 40 сотрудников правопорядка. Высший совет Вооружённых сил Египта на официальной странице в Facebook заявил, что беспорядки «призваны посеять раздор между народом и органами госбезопасности, а также дестабилизировать обстановку в стране», а глава правительства страны Э. Шараф в эфире государственного телевидения сообщил, что внимательно следит за ситуацией и ждёт подробного доклада о столкновениях.
6 июля сотни жителей египетского города Суэц вышли на демонстрации протеста против освобождения под залог бывших полицейских, обвинённых в убийстве безоружных людей во время революции, протестующие были настроены крайне агрессивно: жгли полицейские машины, пытались разграбить правительственные здания и кидали камни в полицейских, вышедших на усмирение демонстрантов.
Наконец, 8 июля в Египте (в Каире, Александрии и Суэце) прошли крупнейшие демонстрации с требованиями ускорить процесс проведения реформ и ход судебных разбирательств в отношении представителей режима Мубарака, кроме того, протестующих возмутил тот факт, что в стране до сих пор не восстановлена гражданская система судов и все дела рассматриваются военными трибуналами, которые осудили уже более 5 тысяч участников волнений, приведших к смене власти в Египте, в то время как суды оправдали 6 экс-министров бывшего режима. Всего в центре Каира в акции приняло участие несколько миллионов человек, к которым также присоединились члены влиятельного религиозно-политического движения «Братья мусульмане», митингующие разбили палаточный лагерь на площади Тахрир, заявив, что не уйдут, пока их требования не будут выполнены.
В результате, под давлением протестующих глава египетского правительства Эссам Шараф выступил 9 июля на площади Тахрир с заявлением о том, что он приказал уволить всех сотрудников полиции, причастных к убийствам демонстрантов, выступавших против режима Хосни Мубарака. А 17 июля Шараф, находясь под сильным давлением общественности, принял решение о смене 15 министров в правительстве Египта, в частности, он принял прошение об отставке министра финансов Самира Радвана и главы МИД Мохаммеда аль-Ораби, основной причиной смены которого считают его связи с представителями свергнутого режима Мубарака; в то же время, действующие министры информации, культуры, образования, внутренних дел и юстиции, чья работа вызывает острую критику граждан сохранили свои портфели. Однако в день присяги нового кабинета 21 июля (дату даже пришлось перенести из-за пониженного кровяного давления Э. Шарафа) количество министров, ушедших в отставку, было сокращено до 12-ти.
Действия властей повлияли на митингующих лишь частично, поскольку вечером 23 июля, в день 59-летней годовщины военного переворота в Египте 1952 года, порядка 10 тысяч человек организовали марш в восточный район Каира, где расположены военные объекты, в ходе шествия противники режима не раз вступали в столкновения со сторонниками действующей власти, наконец, на площади у здания министерства обороны Египта в Каире собрались около 1000 человек, вновь потребовавших от временного военного руководства страны ускорения хода демократических реформ, но спустя некоторое время на площади появилась группа молодых людей — сторонников нынешних властей с металлической арматурой и камнями в руках, они стали забрасывать камнями противников режима, в ход также были пущены бутылки с горючей смесью и ножи, в конфликт вмешалась полиция, для пресечения беспорядков сначала открывшая огонь в воздух, а затем применившая слезоточивый газ; в результате столкновений пострадали более 230 человек. Даже 3 августа, в день начала судебного процесса над Мубараком, у здания полицейской академии в Каире, где состоялись первые слушания, собрались группы сторонников и противников экс-президента, которые стали бросать друг в друга камни, палки и другие предметы, но вступить им в рукопашную не дали стоявшие между двумя группами полицейские.
11 августа власти объявили о намерении отменить режим введённого в 1981 году чрезвычайного положения в стране до ноябрьских выборов в парламент.
Между тем, 19 августа в Каире началась новая демонстрация протеста, но на этот раз, у посольства Израиля: сотни египтян блокировали высотное здание в каирском районе Докки, где расположена израильская дипмиссия, потребовав спустить израильский флаг и выслать из страны израильского посла в ответ на гибель 18 августа 3-х египетских пограничников в Синае на границе с Израилем в результате обстрела израильским вертолётом палестинских боевиков, преследуемых из города Эйлат на юге Израиля, где экстремисты устроили крупный теракт. Хотя днём демонстрация проходила достаточно мирно, к вечеру, после пятничной молитвы, демонстрантов стало значительно больше, в результате тысячи разъярённых молодых египтян сломали ограждение и попытались штурмовать здание, полиция и армия Египта преградили им путь и усилили охрану посольства, которое и без того постоянно находится под пристальным вниманием сил правопорядка, а после того, как полицейские и небольшая группа солдат перестали справляться с протестующими, устроившими демонстрацию, власти стянули бронетехнику и дополнительные армейские подразделения, полностью оцепив район волнений.
Тем не менее, вечером 20 августа акция протеста переросла в беспорядки, а один из египетских демонстрантов забрался на крышу высотного дома, где располагается посольство Израиля, сорвал и сжёг израильский флаг, установив на его место египетский, когда молодой человек спустился вниз, военная полиция попыталась арестовать смельчака, но демонстранты, встретили его как героя и носили на руках, помешав сотрудникам правопорядка. Замену флага над посольством фейерверками и криками «Да здравствует Египет!» приветствовало более тысячи демонстрантов, полиция наблюдала за их действиями, но не предпринимала никаких мер по разгону демонстрации. Более того, начавшуеся у израильского посольства демонстрацию поддержал и премьер министр Египта.
26 августа появилось сообщение о том, что египетские власти задумались над предложением радикальных исламистов запретить алкоголь и ввести дресс-код для отдыхающих, который не допустит появления в бикини даже на пляжах Красного моря, а жители Хургады и Шарм-эш-Шейха, например, заявили, что хотят, чтобы нарушителей штрафовали на 150 евро за ношение бикини, так как сами египтянки загорают в хиджабах и купаются в одежде. Представители местного турбизнеса выступили против, поскольку Египет может потерять 13 млрд долларов годового дохода, глава палаты туристических компаний Египта Хусам аш-Шаир уверен, что страна с такими условиями отдыха окажется в гордом одиночестве: «К нам просто никто не поедет», — сетует он. Но эксперты сомневаются, что эта задумка воплотится в жизнь, ведь на городских улицах Египта туристы ходят одетыми, алкоголь открыто не продаётся, гости страны одеты в купальники и употребляют спиртное только в отелях, к тому же, подобные попытки ужесточения правил поведения для гостей в стране предпринимались не раз, однако до реальных действий дело не доходило.

### Расследование преступлений Хосни Мубарака и членов его семьи

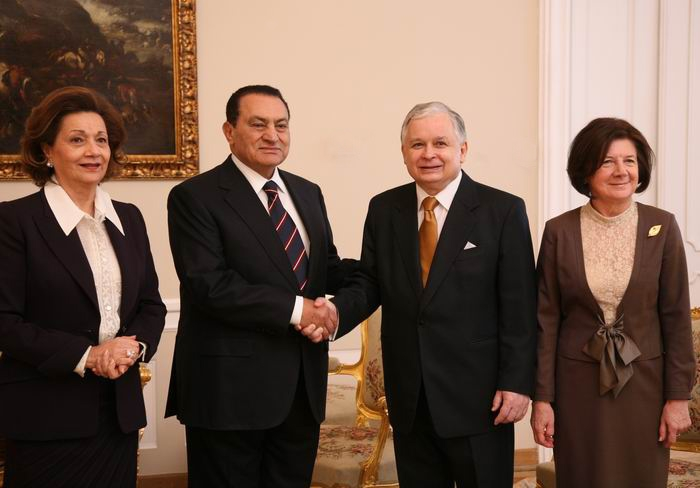
Хосни Мубарак с женой Сюзанной (слева) и президент Польши Лех Качиньский с женой Марией (справа), 2008 год

28 марта было объявлено, что бывший президент Египта Хосни Мубарак и его ближайшие родственники уже пребывают под домашним арестом на территории страны, а сообщения об отъезде Мубарака в провинцию Табук Саудовской Аравии — неправда. 10 апреля Х. Мубарак и два его сына (Алаа и Гамаль) были вызваны на допрос в прокуратуру в связи с подозрениями о причастности к коррупции и гибели участников антиправительственных выступлений. Гамаль Мубарак, однако, так на него и не явился, а бывший президент страны категорически отверг все выдвинутые против него обвинения и сообщения о принадлежащих ему счетах в зарубежных банках.
12 апреля Х. Мубарак получил повестку в каирский суд по делу о расстреле участников массовых протестов и растрате бюджетных средств, однако в тот же день он был госпитализирован в больницу Шарм-эш-Шейха, между тем было объявлено, что состояние его здоровья позволяет проводить допросы по делу.
13 апреля прокуратура города Каира задержала двоих сыновей Хосни Мубарака на 15 суток для выяснения их роли в подавлении массовых протестов в дни революции. В тот же день генпрокуратурой Египта был задержан на 15 суток по делу о коррупции и сам Хосни Мубарак, было объявлено, что экс-президент будет считаться арестованным, находясь на лечении в больнице, после завершения лечения его поместят под домашний арест.

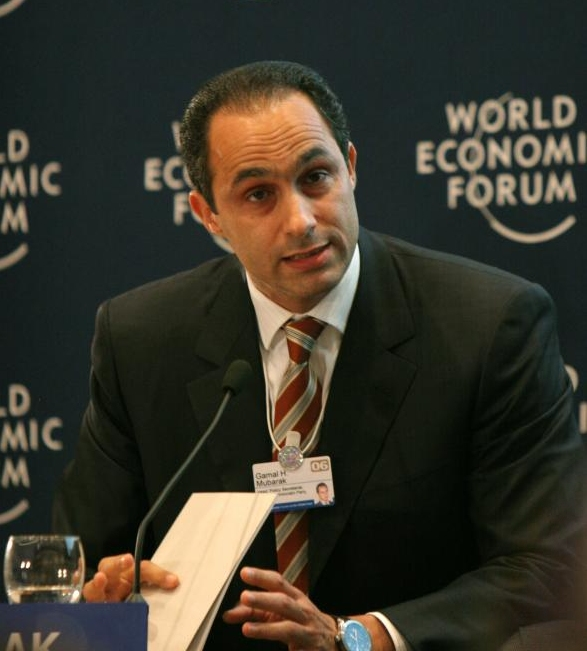
Младший сын Хосни Мубарака Гамаль в 2006 году

22 апреля прокуратура Египта объявила о продлении задержания Хосни Мубарака ещё на 15 суток. 24 апреля египетские власти приняли решение перевести Хосни Мубарака в тюремный госпиталь в Каире, кроме того, было объявлено о задержании двух его сыновей, а также о намерении группы египетских следователей посетить зарубежные страны, в которых могут располагаться активы бывшего президента АРЕ.
Однако 26 апреля решение о переводе Хосни Мубарака из больницы Шарм-эш-Шейха в тюремный госпиталь было отменено, поскольку это могло ухудшить его здоровье, кроме того, генеральный прокурор Египта продлил на 15 суток срок содержания под стражей двух сыновей экс-президента. 30 апреля министр юстиции АРЕ заявил, что Хосни Мубараку может грозить смертная казнь, если будет доказано, что лично он отдал приказ стрелять в демонстрантов, протестовавших против его режима.
12 мая египетские власти после трёхчасового допроса находящегося в больнице экс-президента Мубарака об источниках его состояния, уже во второй раз продлили на 15 суток срок ареста экс-лидера. 13 мая египетские власти распорядились поместить под стражу на срок 15 суток супругу Хосни Мубарака Сюзанну Мубарак после её допроса о размере состояния семьи Мубараков, однако спустя некоторое время Сюзанна Мубарак попала в реанимацию с подозрением на инфаркт, её поместили в ту же тюремную больницу в Шарм-эш-Шейхе, что и супруга.
16 мая арестованные супруги заявили, что приняли решение передать всё своё имущество (банковские счета, квартиры и виллы) народу, ряд политологов расценили этот поступок как своеобразную сделку со следствием, к тому же Сюзанна Мубарак на следующий день была отпущена под залог. Между тем, 18 мая Высший совет ВС Египта опроверг появившуюся в СМИ информацию о том, что Хосни Мубарак или члены его семьи будут помилованы Советом, также было отмечено, что власти не будут вмешиваться в судебный процесс над экс-президентом и членами его семьи.
24 мая египетская прокуратура заявила о намерении предъявить обвинения в организации убийств бывшему президенту и его сыновьям, всех их подозревают в одобрении применения силы (включая огнестрельное оружие) для подавления восстания в конце января, эти обвинения будут добавлены к уже предъявленным ранее обвинениям в превышении полномочий, коррупции и взяточничестве. 28 мая административный суд Каира оштрафовал Хосни Мубарака, экс-премьер-министра и бывшего главу МВД на 540 миллионов египетских фунтов (из них на 200 миллионов фунтов был оштрафован лично Мубарак), то есть почти на 90 миллионов долларов США, за отключение интернета и мобильной связи в дни революции, штраф был определён судом в качестве наказания за ущерб, нанесённый национальной экономике, данный вердикт стал первым судебным решением в отношении экс-президента.
1 июня было объявлено, что экс-президент и оба его сына предстанут перед судом 3 августа 2011 года, слушания будут проходить в Уголовном суде Каира, экс-лидеру предъявлены обвинения в коррупции и убийстве манифестантов в январе и феврале 2011 года, а его сыновьям — в совершении финансовых махинаций. 20 июня адвокат Хосни Мубарака подтвердил давно циркулировавшие, но опровергавшиеся властями, слухи о том, что экс-президент болен раком, однако уже 26 июня они были опровергнуты заместителем министра здравоохранения АРЕ. Почти через месяц, 17 июля адвокат Мубарака сообщил, что его подзащитный впал в глубокую кому, что также было опровергнуто, но на этот раз лечащим врачом экс-президента, причём в тот же день.
14 июля Х.Мубарак вновь заявил, что невиновен в коррупции и массовых убийствах египтян, он пояснил, что во время революционных событий он специально приказывал силам правопорядка избегать насилия в отношении митингующих, отдавал распоряжения сотрудникам правоохранительных органов не брать на демонстрации оружие, кроме того, экс-лидер отметил, что его помощники предоставляли ему неточную информацию о происходящем в стране во время волнений; между тем слова Мубарака ещё в мае отчасти опроверг бывший вице-президент О. Сулейман, который тогда заявил, что Х. Мубарак был в курсе всего происходящего в Египте во время массовых митингов и демонстраций. 26 июля врач Х. Мубарака сообщил, что экс-президент в течение последних четырёх дней отказывался принимать пищу, очень похудел и ослаб, а потому он, возможно, будет не в состоянии присутствовать на судебном слушании по своему делу, однако критики Мубарака объявили, что всё это лишь новая провокация со стороны экс-президента, направленная на перенос судебных слушаний, либо избежание его участия в заседании суда.
28 июля было подтверждено, что судебное заседание над Хосни Мубараком, а также семью другими бывшими государственными деятелями страны, обвиняемыми в расстреле мирных демонстрантов, и его сыновьями, обвиняемыми в коррупции, состоится 3 августа, слушания будут проходить в одном из правительственных зданий в центре Каира. Позже было объявлено, что местом проведения процесса будет Выставочный комплекс Каира, но 30 июля апелляционный суд Каира из соображений безопасности перенёс место проведения процесса в здание полицейской академии Нового Каира (нового малонаселённого спутника-пригорода Каира), до отставки Мубарака носившей его имя; также было сообщено, что в аудитории, где начнутся слушания, уже смонтирована специальная «клетка», в которой будут находиться подсудимые, а разрешение на съёмку процесса получит только египетское гостелевидение, однако остальным телеканалам власти Египта пообещали предоставить беспрепятственный доступ к видеоматериалам из зала суда. 31 июля глава уголовного суда Каира Ахмед Рефаат заявил, что если Х. Мубарак по состоянию здоровья не может присутствовать на заседании суда в столице, то слушания могут быть отложены, однако не может быть и речи о переносе этого исторического процесса в Шарм-эш-Шейх, также он выразил уверенность, что принятие вердикта будет достаточно скорым.
Долгожданный судебный процесс начался, как и планировалось, 3 августа в Каире в обстановке усиленных мер безопасности, приближающейся к обстановке строжайшей секретности. Ещё до начала судебного заседания у здания академии собрались группы сторонников и противников свергнутого президента, которые стали бросать друг в друга камни, палки и другие предметы, вступить в рукопашную им не дали полицейские, стоявшие между двумя группами. Больного экс-президента сначала доставили на самолёте из Шарм-эш-Шейха на военную базу в Каире, а затем переправили в здание полицейской академии в каирском пригороде, где и началось предварительное заседание, Хосни Мубарак предстал перед судом, находясь в «клетке» для подсудимого, но лёжа на больничной койке, поскольку, по словам адвокатов экс-президента, состояние здоровья 83-летнего подсудимого не позволяет ему стоять или даже сидеть.
По данным генеральной прокуратуры, Мубарак за символическую цену приобрёл для себя и членов своей семьи несколько объектов недвижимости (в частности, особняк и четыре виллы на египетских курортах) на общую сумму около 40 миллионов египетских фунтов (более 6,7 миллиона долларов), путём финансовых махинаций он продавал Израилю природный газ по ценам ниже рыночных, чем нанёс экономике страны ущерб на сумму 714 миллионов долларов, также он передал обширные земельные участки бизнесмену Хусейну Салему, чья фирма к тому же отвечала за поставки в Израиль дешёвого газа; наконец, бывшего президента обвинили в превышении полномочий и причастности к гибели оппозиционеров (846-ти, согласно итогам следствия) в ходе зимних событий 2011 года, поскольку Хосни Мубарак, по мнению следствия, отдавал приказы о применении оружия для подавления выступлений.
Так, согласно показаниям бывшего главы египетских спецслужб и бывшего вице-президента Омара Сулеймана, Мубарак «был информирован о каждой пуле, выпущенной в протестующих», Сулейман ежечасно направлял ему сводки, в которых упоминалось о каждом случае применения силы полицией, однако неизвестно, были ли задокументированы случаи применения насилия людьми, официально в полиции не состоявшими. Наказание, предусмотренное законом за коррупционные преступления Мубарака — от 5 лет лишения свободы, за причастность к гибели демонстрантов — смертная казнь, сыновьям Мубарака грозит от 5 до 15 лет лишения свободы за коррупцию. Экс-лидер не признал предъявленные против него обвинения в незаконном обогащении, превышении полномочий и расстрелах демонстрантов, также не признали свою вину в коррупции и оба его сына. Между тем, начавшиеся 3 августа судебные слушания были в тот же день отложены до 15 августа в связи с необходимостью ознакомления судьи с доказательствами по делу; до возобновления процесса Х. Мубарак был помещён в одну из каирских больниц.
Согласно опубликованным 13 августа данным опросов, проведённых организацией YouGov, смертный приговор в отношении Хосни Мубарака поддерживают 67 % жителей Египта и лишь 22 % отвергают такое наказание как чрезмерно жестокое, причём в случае с представителями возрастных групп от 18 до 24 лет и от 25 до 29 лет (именно они считались главными действующими лицами египетской революции) доля «кровожадных» возрастает соответственно до 77 % и 70 %.
4 сентября на судебном заседании по делу Хосни Мубарака обвинение допросило первых свидетелей: генералов Хусейна Саида и Мохамеда Мурси, а также старших офицеров Эмада Бадра Саида, Бассима Мохаммеда эл-Отайфи и Махмуда Хабиба аль-Адли, все они являются представителями сил правопорядка, которые в ходе разгона демонстраций непосредственно находились в оперативном штабе и координировали действие подразделений. Адвокат, представляющий интересы семей 16 погибших демонстрантов заявил, что в ходе прокурорских допросов свидетелей ожидает услышать факты, доказывающие факт его приказа открыть огонь по мирным демонстрантам. М. Мурси также мог оказаться на скамье подсудимых, но обвинение генерального прокурора в уничтожении улик было снято с него незадолго до начала слушаний, кроме того, судья Ахмед Рефаат после первых двух заседаний запретил трансляции из зала слушаний по причине возникновения всё новых уличных беспорядков между сторонниками и противниками бывшего президента, защита приветствовала такое решение, высказав мнение, что давление на свидетелей теперь будет оказывать сложнее.

### Судебные процессы над членами правительства Хосни Мубарака и другими чиновниками его режима
10 апреля под давлением участников возобновившихся акций протеста в стране Высший военный совет начал расследование преступной деятельности отдельных чиновников режима Хосни Мубарака: было дано обещание найти замену сразу нескольким губернаторам, назначенным экс-президентом Мубараком, по распоряжению прокуратуры сроком на 15 суток в связи с расследованием дела о растрате бюджетных средств был задержан бывший премьер-министр Египта Ахмеда Назифа, в тот же день сам Хосни Мубарак и два его сына были вызваны на допрос в прокуратуру. К 5 мая уже около 20 членов бывшего кабинета министров были задержаны временными военными властями.
5 мая был вынесен первый судебный приговор члену правительства бывшего египетского президента Мубарака: к 12-ти годам тюремного заключения по обвинению в коррупции (отмывании денег, спекуляциях) был приговорён бывший министр внутренних дел АРЕ Хабиб аль-Адли. 28 мая административный суд Каира оштрафовал его на 300 миллионов египетских фунтов за отключение интернета и мобильной связи во время массовых протестов (также были оштрафованы экс-президент — на 200 миллионов фунтов и экс-премьер — на 40 миллионов фунтов). 12 июля за растрату бюджетных средств Аль-Адли был приговорён ещё к 5 годам лишения свободы и крупному штрафу, однако и это ещё не всё: экс-министру грозит от 15 лет лишения свободы до смертной казни (расстрела), если будет доказана его вина в том, что в ходе 18-дневной акции протеста он отдал приказ правительственным войскам использовать боевое оружие против безоружных демонстрантов. 26 июня Каирский уголовный суд перенёс на 25 июля слушания по делу бывшего министра внутренних дел Хабиба аль-Адли и шести его подчинённых, но позже заседание было назначено на 3 августа в рамках слушаний по делу в отношении Хосни Мубарака.
10 мая бывший министр туризма АРЕ Зохар Гарранах был приговорён к 5-ти годам тюремного заключения за коррупцию (незаконную передачу туристических лицензий).
23 мая каирский суд вынес первый смертный приговор по делу о расстреле акций протеста в дни революции: виновным в смерти 18 человек, штурмовавших один из столичных полицейских участков, был признан находящийся в розыске сержант полиции.

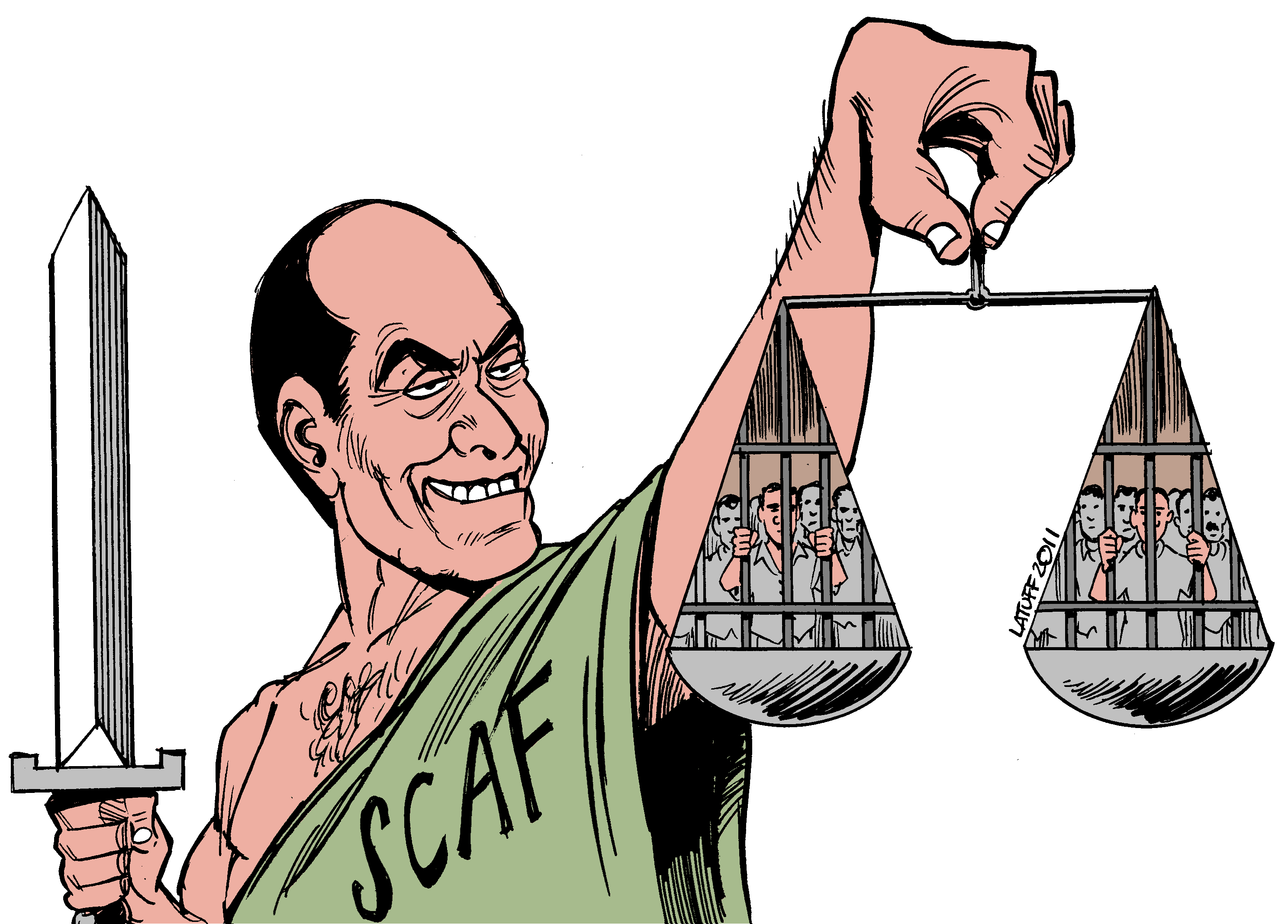
Тантави в роли Фемиды на карикатуре Карлоса Латуффа

4 июня судом к 30 годам тюремного заключения был заочно приговорён Юсеф Бутрос-Гали — бывший министр финансов АРЕ, признанный виновным в злоупотреблении и растрате государственных средств, суд также обязал его вернуть в казну 30 миллионов египетских фунтов (5 миллионов долларов США) и выплатить ещё 30 миллионов фунтов в качестве компенсации. Однако 12 июля приговор был пересмотрен и смягчён до 10 лет лишения свободы, также министр был приговорён к выплате крупного штрафа в государственную казну.
Одним из немногих министров, сохранивших свой пост в правительстве Египта после смены власти, стал министр по делам древностей Египта Захи Хавасс, который, однако, 4 марта покинул правительство после выступлений египетских археологов, но уже 30 марта он был возвращён на прежнюю должность. Известный популяризатор египетской культуры и активный защитник исторических и археологических памятников страны, он, одновременно, стал героем целого ряда скандалов, включая неумеренное тщеславие и ссоры с иностранными учёными, а также выступил в поддержку Хосни Мубарака. Тем не менее, и он был сначала осуждён на год тюрьмы по обвинениям в коррупции, но 15 июня апелляционный суд Египта удовлетворил его жалобу на приговор нижестоящей инстанции, в результате министр был признан невиновным в махинациях с торговыми площадями сувенирного магазина на территории Каирского музея древностей.
25 июня египетский суд заочно приговорил экс-министра торговли страны Мухамеда Рашида к 5 годам тюремного заключения за спекуляцию и растрату государственных средств, кроме того, бывшего чиновника обязали выплатить штраф в размере 9,4 миллионов египетских фунтов (1,57 миллионов долларов США).
Всего египетские суды оправдали 6 министров эпохи Мубарака, а 6 июля суд освободил под залог 7 бывших полицейских, подозреваемых в убийстве протестующих во время революции (ещё 7 бывших полицейских, которые проходят обвиняемыми по этому делу, находятся в бегах), причём суд отклонил протест прокуратуры, добивавшейся их содержания под стражей, всё это привело к крупным новым акциям протеста в Каире, Александрии и Суэце. В результате, под давлением митингующих глава правительства Э. Шараф 9 июля приказал уволить всех сотрудников полиции, причастных к убийствам демонстрантов, выступавших против бывшего режима.
12 июля египетский суд приговорил к различным срокам лишения свободы сразу трёх бывших членов правительства времён Мубарака, среди них оказался бывший премьер Ахмед Назиф, наказание которого оказалось относительно мягким: крупный штраф и год лишения свободы условно за проведение незаконных сделок на внешних рынках. Ранее Назифу уже был вынесен ещё один вердикт суда: 28 мая административный суд Каира оштрафовал его на 40 миллионов египетских фунтов за отключение интернета и мобильной связи во время массовых протестов, штраф также оказался сравнительно небольшим, поскольку Хосни Мубарака оштрафовали по этому же делу на 200 миллионов фунтов, а экс-главу МВД Аль-Адли — даже на 300 миллионов.
Предварительное судебное заседание — первые слушания по делу Х. Мубарака — состоялось 3 августа в здании полицейской академии, расположенной в каирском пригороде Новый Каир, причём процесс одновременно начался и над обвиняемыми в гибели мирных демонстрантов шестью бывшими высокопоставленными работниками полиции страны, экс-министром внутренних дел Х. аль-Адли, а также сыновьями экс-президента. Однако в тот же день слушания были отложены до 15 августа
Согласно информации от 11 августа эксперты немецкого федерального ведомства по архивам «Штази», в задачу которого входит изучение документов, оставшихся от спецслужб ГДР, оказали помощь египетским оппозиционерам и правозащитникам в расследовании деятельности спецслужб Египта в период правления Хосни Мубарака.

### Деятельность Совета в сфере финансового оздоровления страны
В середине апреля временные египетские власти предприняли ряд шагов, направленных на постреволюционную финансовую стабилизацию в стране: потребовали пересмотра соглашений на поставку природного газа Израилю и Иордании с целью увеличения поступлений в государственную казну на 3-4 млрд долларов, обратились к США с просьбой списать 3,6 миллиардов долларов египетского государственного долга этой стране с целью оказания поддержки временному правительству в создании новых рабочих мест для молодёжи и возобновления экономического роста страны, подготовили обращение к международным кредиторам и группе стран G8 с просьбой выделить Египту финансовую помощь в размере 10 миллиардов долларов. Постепенно началось восстановление потока иностранных туристов.

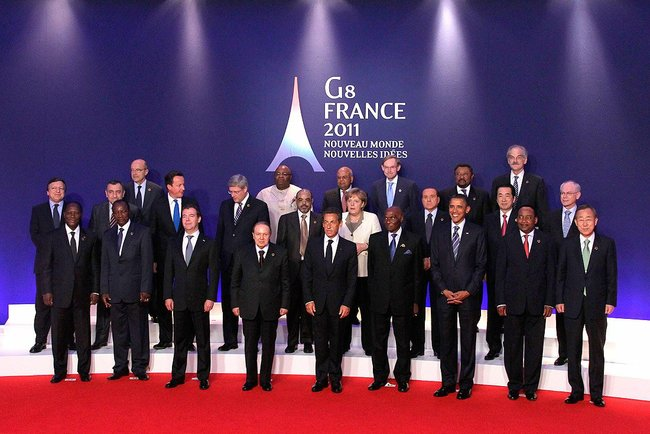
Глава временного правительства Египта Эссам Шараф (второй слева в среднем ряду между Ж. М. Баррозу и Д. Кэмероном) на Саммите G8 в Довиле (Франция), 27 мая 2011 года

12 мая МВФ получил официальный запрос от властей Египта на получение финансовой помощи в размере от 10 до 12 миллиардов долларов до июня 2012 года в целях улучшения финансово-экономической ситуации в стране. А 27 мая на саммите «Большой восьмёрки» во французском Довиле в присутствии глав Египта и Туниса было принято решение о выделении странами G8 финансовой помощи Египту и Тунису в размере около 20 миллиардов долларов в целях установления там новой власти после произошедших революций. Также в рамках саммита президент Франции Николя Саркози заявил о решении Франции выделить этим двум странам 1 миллиард евро на ликвидацию последствий волны массовых антиправительственных акций протеста, приведших к смене власти в Египте и Тунисе; кроме того, он пояснил, что общая сумма поддержки государств Северной Африки со стороны G8 и стран Персидского залива может составить 40 миллиардов долларов.
Тем временем, 2 июня МВФ одобрил проект бюджета АРЕ на 2011—2012 годы, принятый накануне и предусматривающий увеличение расходов на создание рабочих мест и социальную поддержку малоимущих путём введения 10-процентного налога на прирост капитала и увеличения ставки подоходного налога для корпораций и частных компаний на 5 %, а уже 5 июня фонд одобрил выделение кредита Египту в размере 3 миллиардов долларов на 2011—2012 финансовый год с размером ставки 1,5 %. Однако, 25 июня МВФ официально подтвердил отказ Египта от данной кредитной линии в связи с тем, что власти страны пересмотрели параметры бюджета, в результате прогноз по его дефициту был сокращен с 11 % до 8,6 % от ВВП, кроме того, Египет отказался и от финансовой помощи Всемирного банка, также стало известно, что на минувшей неделе безвозмездную помощь Египту в размере 0,5 миллиарда долларов оказали власти Катара; и. о. министра финансов АРЕ Самир Радван пояснил, что покрытие дефицита бюджета будет осуществлено за счёт внутренних средств и международной финансовой помощи, а эксперты МВФ уточнили, что стране в 2011—2012 финансовом году всё ещё могут понадобиться 9-12 миллиардов долларов внешних займов.

### Внешняя политика Совета в переходный период
В первом заявлении Совета в качестве временного органа государственной власти, сделанном 13 февраля, помимо прочего было объявлено, что Египет продолжит придерживаться всех заключённых ранее международных соглашений и обязательств, в том числе и Кемп-Девидских мирных соглашений 1979 года, что было встречено приветствием со стороны Израиля и других государств мира. Также, несмотря на произошедшую в Египте революцию, новые власти страны выразили свою приверженность союзническим отношениям с США и Израилем, но в то же время начали проводить свою независимую внешнюю политику, например, постарались улучшить отношения и с Ираном, что, взволновало Израиль и государства Персидского залива, привыкшие полагаться на поддержку Х. Мубарака в спорах с Тегераном.
В частности, впервые с 1979 года с разрешения временных военных властей Египта 2 иранских военных корабля в феврале—марте 2011 года прошли (за 290 тысяч долларов) из Красного моря через Суэцкий канал в Средиземное море и, после посещения дружественной Ирану Сирии и участия в ирано-сирийских военных учениях, вернулись через канал обратно в Красное море. Позже министр иностранных дел Египта Набиль аль-Араби встретился с иранской делегацией и заявил, что Каир готов к возобновлению дипломатических отношений с Тегераном в полном объёме. Однако к начавшим было сглаживаться после свержения Мубарака противоречиям между Каиром и Тегераном добавилось совсем свежее: 28 мая власти Египта задержали за «передачу информации» иранского дипломата Кассема аль-Хоссейни, работника дипломатической миссии Исламской республики на египетской территории. Впоследствии иранские военные корабли (включая подводные лодки) отправлялись Тегераном для патрулирования Аравийского моря (в мае) и Красного моря (в июне), но теперь проход Суэцкого канала в качестве задачи им уже не ставился.
27 апреля при посредничестве постреволюционной египетской разведки соперничающие палестинские движения ФАТХ и ХАМАС договорились о создании правительства национального единства и определили дату проведения всеобщих выборов в целях прекращения двоевластия в Палестине. Официальный текст соглашения о национальном примирении и создании общих органов власти в автономии был подписан двумя сторонами в Каире 3 мая и предусматривал формирование единого «правительства технократов» из числа беспартийных профессионалов, проведение выборов парламента и главы Палестинской автономии в течение года с момента подписания договора, но сохранил статус-кво в области безопасности (контроль Западного берега реки Иордан подразделениями ФАТХ, а сектора Газа — ХАМАС). Однако достижение единства между палестинцами при посредничестве новых властей Египта было встречено с большой настороженностью властями Израиля, которые предупредили движение ФАТХ, что оно может потерять в их глазах легитимность, если создаст общее с ХАМАС правительство, а также призвали председателя ПНА Махмуда Аббаса не подписывать данное соглашение и встать на путь примирения с Израилем, что приведёт к завершению мирных переговоров об урегулировании ситуации на Ближнем Востоке между Израилем и ПНА, инициированных США, но приостановленных в сентябре 2010 года.
Помимо этого, отношения Египта с Израилем были омрачены заявлением египетских властей в мае о задержании в Каире израильского шпиона, деятельность которого, по данным египетской стороны, несла угрозу национальной безопасности. 27 мая власти Египта, выполняя обещания, данные 3 мая при подписании межпалестинского мирного соглашения в Каире, открыли на постоянной основе пропускной пункт «Рафах» на границе с сектором Газа, сняв блокаду этой палестинской территории, введённую в 2007 году правительством Мубарака, которое поддержало инициативу Израиля о введении блокады сектора в целях прекращения контрабанды оружия для организации «Хамас». Данная инициатива Каира, опять-таки была стречена израильской стороной крайне негативно. Между тем, на фоне слухов, что бывшая администрация Мубарака продавала египетский газ Израилю и Иордании ниже рыночной цены за взятки (что было не подтверждено Израилем), возросла активность террористов в Синае, которые к концу июля провели 5 новых атак на объекты инфраструктуры газопровода в Израиль, серьёзно повредив их.
Во второй половине августа отношения Египта с Израилем обострились ещё больше из-за разгоревшегося дипломатического скандала: 18 августа палестинские боевики, которые, по израильским сведениям, пробрались через подземный туннель из Сектора Газа в Египет и, по словам очевидцев, будучи переодетыми в египетскую военную форму, атаковали с территории Синая город Эйлат на юге Израиля, обстреляв автобус и несколько автомобилей, в результате чего погибло 7 израильтян; израильский вертолёт, преследовавший совершившую теракт группу экстремистов, открыл по ним огонь на границе с Египтом, под обстрел попали и египетские пограничники, 3 из них (офицер и 2 рядовых) погибли (первоначально сообщалось о 5-ти погибших египетских полицейских).
Официальной реакцией египетских властей на пограничный инцидент стал вызов 20 августа израильского посла в Каире для вручения ему ноты протеста, в которой Каир назвал инцидент на границе «нарушением египетско-израильского мирного договора» и призвал Израиль срочно провести тщательное совместное официальное расследование с целью установления обстоятельств инцидента и принятия необходимых юридических мер для обеспечения защиты египтян, также Египет заявил о намерении отозвать своего посла из Израиля до полного выяснения обстоятельств гибели египтян на Синае и принесения израильскими властями официальных извинений. Кроме того, кабинет министров Египта заявил, что страна примет «все необходимые меры для укрепления границы с Израилем и направит силы, которые будут способны предотвратить нарушения границы, любую противоправную деятельность в этом районе, а также ответить на любые военные действия Израиля в направлении египетской границы». Впоследствии, однако, власти Египта заявили, что окончательное решение об отзыве своего посла из Израиля ещё не принято, а консультации по этому поводу не закончены: «Египет не намерен отзывать своего посла из Израиля, оставляя эту крайнюю меру на будущее», — сообщил официальный источник. Кроме того, МИД Израиля подтвердил, что «никаких официальных уведомлений об отъезде египетского посла в Тель-Авив не поступало», а по данным некоторых СМИ «произошла непреднамеренная ошибка, которая и спровоцировала слухи». Помимо этого, посол Израиля в Каире Ицхак Леванон заявил, что не собирается покидать город и в связи с волнениями, устроенными египтянами у посольства, обязан обеспечить безопасность последнего. Стоит также отметить, что Египет в правление Мубарака лишь дважды отзывал своего посла из Израиля: в 1982 году — во время израильской военной операции в Ливане и в 2000 году — в самом начале Второй палестинской интифады.
20 августа представители израильского министерства обороны заявили, что считают существующие договорённости с Египтом «основополагающим элементом существования» на Ближнем Востоке и не имели намерений причинить вред сотрудникам сил безопасности этой страны, по словам израильской стороны, началось тщательное расследование инцидента, также в израильском правительстве начались консультации по поводу возможного отзыва Египтом своего посла из Израиля. Израиль не признал предъявленные ему Каиром обвинения в гибели египтян, поскольку, по словам очевидцев, преследуемые израильтянами боевики были одеты в форму египетских военных, из-за чего и произошла фатальная путаница, более того, израильские власти, в свою очередь, обвинили Египет в недостаточном контроле над ситуацией на полуострове Синай, выразив обеспокоенность тем, что ранее спокойная южная граница Израиля теперь представляет угрозу его безопасности: «Мы надеемся, что произошедшее послужит для Египта стимулом укрепить границу на полуострове Синай», — заявил представитель израильского правительства; Каир, однако, признал подобные обвинения беспочвенными. Однако позже в тот же день министр обороны Израиля Эхуд Барак озвучил официальное заявление, в котором его страна признала вину израильских военнослужащих в гибели египетских пограничников, также принёс извинения и выразил соболезнования семьям и близким убитых; кабинет министров Египта по итогам состоявшегося ночью заседания министерского комитета по кризисным ситуациям расценил сожаление Израиля как положительный момент, но посчитал, что оно «несоизмеримо с тем, что произошло».
Инцидент на египетско-израильской границе вызвал волну негодования в Египте, ряд политических сил (в частности, «коалиция египетских революционеров») 19 августа потребовали разорвать дипломатические отношения с Израилем, немедленно выслать израильского посла, прекратить поставки египетского газа в еврейское государство, потребовать скорейших официальных извинений по поводу инцидента из Тель-Авива и проведения тщательного расследования с организацией в кратчайшие сроки суда над израильскими военнослужащими, виновными в гибели египетских силовиков, кроме того, революционеры потребовали от руководства Египта подать жалобу в СБ ООН о нарушении мирного договора на основе Кемп-Дэвидских соглашений и подчеркнули, что «Египет всегда тщательно соблюдал выполнение всех его пунктов». В тот же день у израильского посольства в Каире началась массовая антиизраильская демонстрация протеста египтян, её кульминацией стали действия одного из демонстрантов, который 20 августа сорвал флаг Израиля с крыши здания, где располагается израильское посольство, затем египтянин сжёг флаг и водрузил на его место египетский. Премьер-министр Египта заявил до этого о поддержке протестующих: «Я призываю каждого египтянина протестовать до тех пор, пока посол Израиля не будет выслан из страны», — заявил он.
В конце августа Израиль заявил, что, по сведениям его разведки, палестинские боевики из сектора Газа перебрались на Синайский полуостров и ждут удобного момента для атаки, в связи с этим, израильские военные направили к египетской границе дополнительные войска, а 19 августа Израиль отправил к границам Египта дополнительно два военных корабля.
Почти традиционное для Египта, крупнейшего арабского государства, председательство в Лиге арабских государств также сохранилось. Первоначально Египет назначил в кандидаты генсека ЛАГ бывшего президента страны Хосни Мубарака, но 15 мая его сменил министр иностранных дел Египта Набиль аль-Араби, поддержавший восстание против бывшего режима, в тот же день он был избран на этот пост, а 1 июня вступил в должность нового генерального секретаря Лиги. Новым же министром иностранных дел АРЕ 19 июня был назначен бывший посол АРЕ в ФРГ Мохаммед эль-Ораби, правда, он, известный своими связями с режимом Мубарака, почти через месяц (16 июля) был ушёл в отставку и был заменён на Мухаммеда Камеля Амра, бывшего посла АРЕ в Саудовской Аравии, до этого работавшего во Всемирном банке, последний принял присягу в составе обновлённого правительства 21 июля.
11 апреля заместитель министра иностранных дел АРЕ заявил, что Египет предпринимает практические шаги в направлении признания независимости Республики Косово. 9 июля Египет стал одним из первых государств мира, признавших независимость нового африканского независимого государства, Республики Южный Судан, объявив об этом фактически «досрочно» — ещё 8 июля. 25 мая египетские власти заявили, что направят своего официального представителя в Бенгази — временную резиденцию Национального переходного совета Ливийской Республики. 20 августа правительство Муаммара Каддафи объявили о захвате граждан Египта, сражавшихся на стороне ливийских повстанцев во время первой попытки штурма Триполи. Наконец, 22 августа власти Египта признали НПС Ливии легитимной властью в этой стране. По сообщениям от 2 сентября ряд ливийских чиновников, верных Муаммару Каддафи, бежали с территории Ливии в Египет и Алжир.
2 августа глава департамента Ближнего Востока и Северной Африки МИД РФ Сергей Вершинин на встрече с журналистами в Москве высказал мнение, что волна революций в арабских странах не приведёт к ухудшению их отношений с Россией, общение с этими государствами становится более перспективным, «арабские страны открываются», происходящие на Ближнем Востоке и в Северной Африке перемены помогут России и арабским странам «лучше понять друг друга»; кроме того, дипломат сообщил, что Москва установила контакты с партией «Свобода и справедливость», созданной представителями египетской ветви движения «Братья-мусульмане».